# Siu A Chau
Siu A Chau (kinesiska: 小鴉洲, 小鸦洲) är en ö i Hongkong (Kina). Den ligger i den västra delen av Hongkong. Arean är 0,78 kvadratkilometer.
Terrängen på Siu A Chau är lite kuperad. Öns högsta punkt är 99 meter över havet. Den sträcker sig 1,2 kilometer i nord-sydlig riktning, och 1,7 kilometer i öst-västlig riktning.